# Hotel Amalienhof

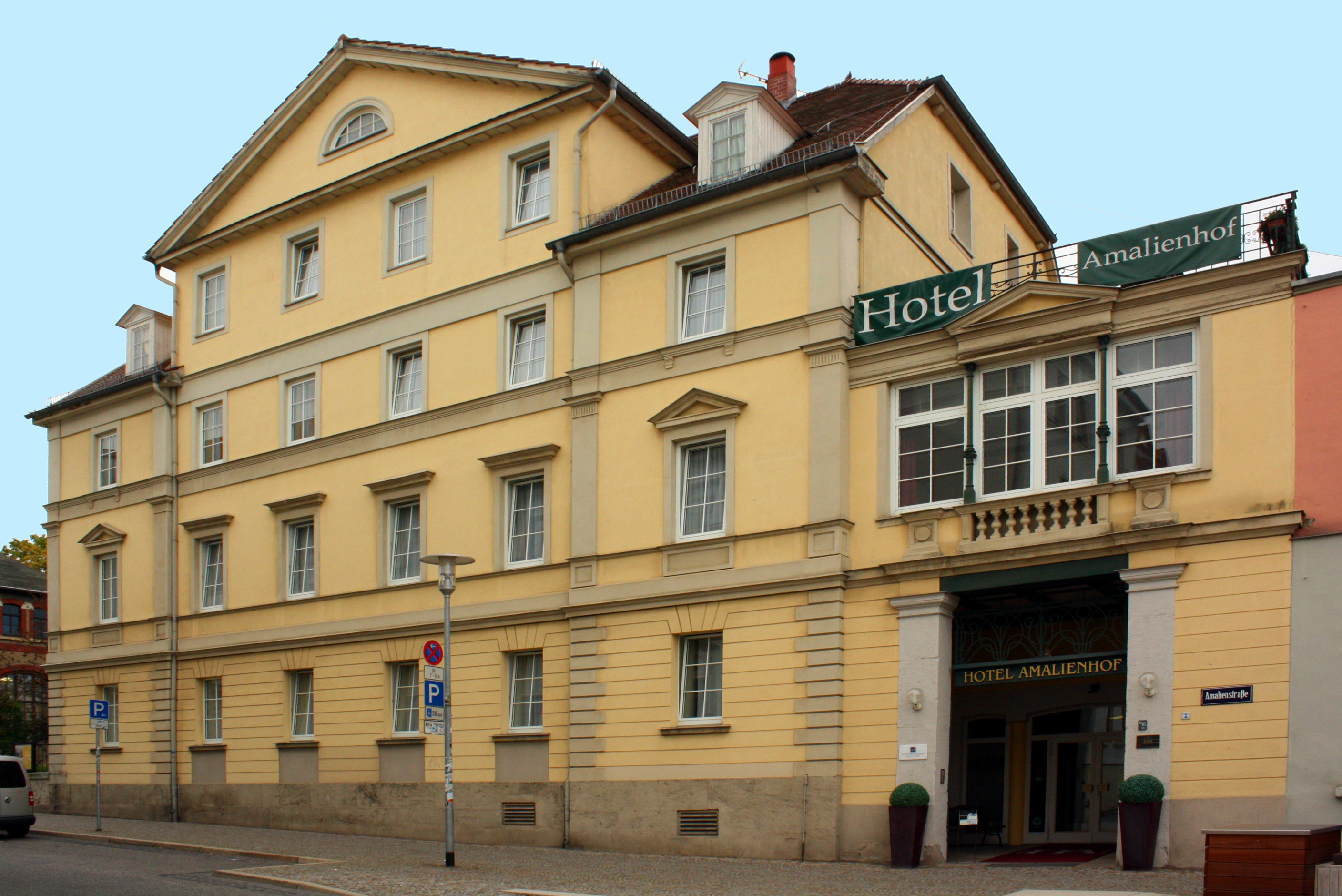
Hotel Amalienhof

Das Hotel Amalienhof befindet sich in der Amalienstraße 2 in Weimar.

## Geschichte
Der klassizistische Bau steht auf der Liste der Kulturdenkmale in Weimar (Einzeldenkmale). Der mehrgeschossige Bau mit einem Dachrisaliten wurde möglicherweise vom großherzoglich-sächsischen Oberbaumeister Clemens Wenzeslaus Coudray entworfen. Der Hofadvokat Karl August Büttner (1792–1843) wandelte im Zuge eines Baubooms sein Gartenland in Bauland um und erteilte Coudray den Auftrag ein Wohnhaus zu errichten. In der Monographie zu Coudray von Rolf Bothe wurde der Bau nicht berücksichtigt, da die Zuschreibung zu Coudray nicht gesichert ist. Das 1826 errichtete mehrgeschossige Gebäude war ursprünglich Wohnhaus, wurde am 1. April 1904 zum christlichen Hospiz, zum Martha-Marienheim umgewidmet. Die Veranda über der Tordurchfahrt entstand 1878. Ab 1989 wurde mit der Sanierung des Gebäudes begonnen und ist seit 1992 Hotel Amalienhof. Die nach dem Ende der DDR wiedereröffnete Freimaurerloge Anna Amalia zu den drei Rosen hatte dort viele Jahre ihren Sitz. Das eigentliche Logenhaus in der Amalienstraße 5 wurde im Zweiten Weltkrieg zerstört. Das Hotel Amalienhof gehört zum VCH – Verband Christlicher Hotels.